# 17823 Bartels
17823 Bartels este un asteroid din centura principală de asteroizi.

## Descriere
17823 Bartels este un asteroid din centura principală de asteroizi. A fost descoperit pe 1 aprilie 1998 la Oaxaca de James M. Roe. El prezintă o orbită caracterizată de o semiaxă mare de 2,43 ua, o excentricitate de 0,13 și o înclinație de 4,1° în raport cu ecliptica.